# Brigitte Rajchl
Brigitte Rajchl (...) è una sciatrice alpina austriaca paralimpica, che ha rappresentato il suo paese nello sci alpino alle Paralimpiadi invernali del 1976, dove ha vinto tre medaglie (due medaglie d'argento e una di bronzo) e del 1980, dove si è posizionata al terzo posto, conquistando un bronzo.

## Carriera
Alle Paralimpiadi invernali del 1976 a Örnsköldsvik, in Svezia, Rajchl si è piazzata al 3º posto nella gara di slalom speciale, con un tempo di 1:48.13. È stata invece seconda, medaglia d'argento, nello slalom gigante (con 1:46.93) e supercombinata alpina (in 1:46.56)
Quattro anni più tardi, a Geilo 1980, ha conquistato il bronzo nello slalom gigante 1A, con un tempo di 2:55.31.
Ha rappresentato l'Austria anche agli successivi Giochi paralimpici, alle Paralimpiadi invernali del 1984 e del 1988, senza vincere una medaglia.

## Palmarès

### Paralimpiadi
- 4 medaglie:
  - 2 argenti (slalom gigante e supercombinata a Örnsköldsvik 1976)
  - 2 bronzi (slalom speciale a Örnsköldsvik 1976; slalom gigante a Geilo 1980)